# Dai Nippon Printing
Dai Nippon Printing (大日本印刷, Dai Nippon Insatsu), is een Japanese drukkerij die werd opgericht in 1876. Dai Nippon levert zijn diensten op drie gebieden, namelijk: informatieoverdracht, lifestyle en industriële benodigdheden en elektronica.
Het bedrijf is betrokken bij een breed scala aan printprocessen, variërend van tijdschriften tot shadow masks voor de productie van displays en andere componenten voor LCD-schermen en display-achtergrondverlichting. Het bedrijf heeft meer dan 35.000 mensen in dienst.
Dai Nippon exploiteert ook Honto.jp, een online "hybride" boekwinkel die zowel gedrukte als digitale boeken verkoopt.

## Bezittingen
In Nederland heeft DNP een vestiging in Haarlem op het Bedrijventerrein Waarderpolder aan de Oudeweg. Daar is DNP Imagingcomm Europe B.V. gevestigd. In Frankrijk, in Parijs, bevindt zich DNP Photo Imaging Europe.